# Philippe Casgrain
Pour les articles homonymes, voir Casgrain.
Pour les autres membres de la famille, voir Famille Casgrain.
Philippe Casgrain, né à Rimouski le 17 avril 1927 et décédé à Montréal le 28 février 2010, est un avocat et juriste québécois. 

## Biographie
Fils de Perreault Casgrain et de Lydie Prince, il obtient un baccalauréat ès arts du Séminaire de Rimouski en 1948, puis une licence en droit de l'Université Laval en 1952. 
Admis au Barreau du Québec en 1952, il se joint au cabinet Magee, O'Donnell & Byers (aujourd'hui Fraser Milner Casgrain S.E.N.C.R.L.) de Montréal, dont il devient un associé en 1958. Membre de l'American College of Trial Lawyers, Philippe Casgrain s'est surtout fait valoir comme avocat, juriste et plaideur dans le secteur litige et règlement de différends en droit commercial et environnemental, mais il a aussi conseillé plusieurs ministres québécois importants à l'époque de la Révolution tranquille,.
En 1954, il épouse Claire Kirkland, avocate et première femme à siéger comme député à l'Assemblée nationale du Québec en 1961, une fonction qu'elle occupe jusqu'en 1973 alors qu'elle est nommée juge à la Cour du Québec.
Ils auront trois enfants, dont le juge à la Cour supérieure du Québec Kirkland Casgrain.

### Le juriste engagé dans sa profession et sa communauté
Cette section est promotionnelle ou publicitaire (août 2024). Considérez son contenu avec précaution et/ou discutez-en.
Philippe Casgrain s'est beaucoup engagé dans les milieux juridiques, culturels et humanitaires du Québec. Humaniste, il était aussi intéressé par la politique, la littérature et le théâtre. 
« Durant toutes ces années, j'ai réussi à m'occuper de politique, de théâtre et de littérature. Cette ouverture est essentielle à une pratique du droit intelligente. »
— Philippe Casgrain
Mais il a surtout été très actif auprès du Barreau de Montréal. En 2001, le bâtonnier Richard Wagner lui décernait le Mérite du Barreau de Montréal pour souligner son travail exceptionnel dans le développement des bibliothèques de droit. Son soutien a permis la mise sur pied du Réseau de bibliothèques de barreaux Inc., précurseur de l'actuel Centre d'accès à l'information juridique.

#### Titres, distinctions et volontariat
- Membre de l'Association du Barreau canadien (1952-2010).
- Président de l'Association du Jeune Barreau de Montréal en 1958-59.
- Président du comité du droit commercial de l'Association du Barreau canadien pour la province de Québec en 1963.
- Président du comité des relations extérieures du Barreau de Montréal en 1965.
- Conseil de la Reine (C.R.) en 1965.
- Membre du conseil du Barreau de Montréal en 1959 et 1968.
- Président de l'École nationale de théâtre du Canada de 1968 à 1971, dont il était Gouverneur à vie.
- Membre de l'Union internationale des avocats.
- Éditeur pour la province de Québec de la Revue du Barreau canadien en 1961-1962.
- Récipiendaire de la désignation honorifique «Advocatus Emeritus» (Ad. E.) du Barreau du Québec[10].
- Membre de la Fondation Armand-Frappier.
- Bâtonnier du Barreau de Montréal en 1980-1981.
- Sénateur du Stratford Shakespearean Festival Foundation.
- Membre de la Conférence des anciens Bâtonniers du Barreau de Montréal.
- Membre du conseil d'administration de l'Institut canadien d'administration de la justice.
- Membre à vie de la Fondation pour la recherche juridique.